# Soft Bomb
Soft Bomb è il terzo album in studio long playing del gruppo The Chills, pubblicato nel 1992 negli Stati Uniti d'America, Europa, Australia dalla Slash Records. Tutte le canzoni scritte da Martin Phillipps.

## Tracce
1. "The Male Monster from the Id"
2. "Background Affair"
3. "Ocean Ocean"
4. "Soft Bomb"
5. "there is no harm in trying"
6. "Strange Case"
7. "Soft Bomb II"
8. "So Long"
9. "Song for Randy Newman etc."
10. "Sleeping Giants"
11. "Double Summer"
12. "Sanctuary"
13. "Halo Fading"
14. "there is no point in trying"
15. "Entertainer"
16. "Water Wolves"
17. "Soft Bomb III"

## Musicisti
- Justin Harwood: basso, cori
- James Stephenson: batteria
- Andrew Todd: tastiere, cori
- Martin Phillipps: voce, chitarra